# Bisacquino
Bisacquino est une commune de la province de Palerme dans la région Sicile en Italie.

## Personnalités
- Francesco Rosario Capra, dit Frank Capra, réalisateur, y est né en 1897 ;

## Administration
| Période                                  | Période  | Identité           | Étiquette | Qualité |
| ---------------------------------------- | -------- | ------------------ | --------- | ------- |
| 2017                                     | en cours | Tommaso Di Giorgio |           |         |
| Les données manquantes sont à compléter. |          |                    |           |         |

### Communes limitrophes
Caltabellotta, Campofiorito, Chiusa Sclafani, Contessa Entellina, Corleone, Giuliana, Monreale, Roccamena, Sambuca di Sicilia